# Jean Bonnerot
Jean Bonnerot (* 25. Juli 1882 in Poitiers; † 25. Januar 1964) war ein französischer Bibliothekar, Romanist und Literarhistoriker.

## Leben
Bonnerot studierte bei Auguste Longnon (1844–1911) und Émile Châtelain (1851–1933) und machte ab 1903 eine Bibliothekarskarriere, zuerst  an der Bibliothek der Sorbonne, von 1936 bis 1938 an der Bibliothèque Sainte-Geneviève und von 1939 bis 1952 (in der Nachfolge von Charles Beaulieux) als Leiter der Sorbonne-Bibliothek. Daneben war er ab 1911 zeitweise Sekretär von Camille Saint-Saëns.
Die wissenschaftliche Leidenschaft seines Lebens galt dem Schriftsteller Charles-Augustin Sainte-Beuve. Über die Arbeit an seiner neunzehnbändigen Ausgabe der Korrespondenz von Sainte Beuve schrieb er: « Ce travail […], libre à d’autres de l’appeler fastidieux, - il porte en lui-même sa récompense: il est exaltant, il est tonifiant; la joie des trouvailles devient un perpétuel enrichissement; il transporte celui qui l’accomplit, dans une continuelle ferveur, au-dessus des tracasseries, au-delà des mesquineries de la vie courante. »

## Werke

### Sainte Beuve
- Bibliographie de l'oeuvre de Sainte-Beuve,  4 Bde., Paris 1937-1952
  - 1. Recueils de critique (1937)
  - 2. Recueils de critique. Portraits contemporains (1949)
  - 3. Chronologie de l'oeuvre de Sainte-Beuve et de ses lectures (2 Bde., 1952)
- Un demi-siècle d'études sur Sainte-Beuve 1904-1954, Paris 1957
- (Hrsg.) Sainte-Beuve, Correspondance générale, Paris-Toulouse 
  - 1. Dans la mêlée romantique 1818-1835 (1935)
  - 2. Dans les sentiers de Port-Royal 1836-1838 (1936)
  - 3. Les Amitiés vaudoises 1839-1840 (1938)
  - 4. Au seuil de l'Académie française 1841-1842 (1942)
  - 5. Sous le masque des chroniques parisiennes 1843-1844  (1947)
  - 6. Sainte-Beuve à l'Académie française 1845-1846 (1949)
  - 7. Sainte-Beuve professeur à Liège 1847-1849 (1957)
  - 8. Les "Lundis" au Constitutionnel 1849-1851 (1958)
  - 9. Les "Lundis" au Moniteur 1852-1854 (1959)
  - 10. Du Collège de France à l'École Normale Supérieure1855-1857 (1960)
  - 11. Sainte-Beuve maître de conférences à l'École Normale Supérieure 1858-1860 (1961)
  - 12. Reprise des "Lundis" au Constitutionnel 1861-1862 (1962)
  - 13. Au temps des diners Magny1863-1864 (1963)
  - 14. Vers la connaissance de P.-J. Proudhon. Sainte-Beuve, sénateur 1865 (1964)
  - 15. Une Halte avant les luttes 1866 (1966) (Vorwort durch Jean Pommier)
  - 16. Lutte et contestation 1867 (1970)
  - 17. 1868 (1975)
  - 18. 1868-1869 (1977)
  - 19. 1 avril-13 octobre 1869 (1983)

### Weitere Literatur- und Geistesgeschichte
- Romain Rolland. Sa vie. Son œuvre. Document pour l'histoire de la littérature française,  Paris 1921
- C. Saint-Saëns (1835-1921). Sa vie et son œuvre, Paris 1922
- La Sorbonne. Sa vie. Son rôle. Son oeuvre à travers les siècles, Paris 1927, 1935, 2003
- Jérôme et Jean Tharaud. Leur œuvre. Portrait et autographe. Document pour l'histoire de la littérature française, Paris 1927

### Reiseliteratur
- Province. Carnets de voyage, Nevers 1912
- Autun, Paris 1921, 4. Auflage 1938
- Les routes de France, Paris 1921, 1926
- Les paysages de France, Paris 1926
- Autun et le Morvan, Paris 1933
- Avallon, Paris 1933
- (Hrsg.) Charles Estienne,  Le Guide des chemins de France 1553, Paris 1935-1936, Genf 1978
- Bourgogne, Paris 1955